# Аптос Хилс-Ларинг Вали (Калифорнија)
Аптос Хилс-Ларинг Вали (енгл. Aptos Hills-Larkin Valley) насељено је место без административног статуса у америчкој савезној држави Калифорнија.

## Демографија
По попису из 2010. године број становника је 2.381, што је 20 (0,8%) становника више него 2000. године.
| Група             | 2000.         | 2010.         |
| Белци             | 1.856 (78,6%) | 1.731 (72,7%) |
| Афроамериканци    | 15 (0,6%)     | 12 (0,5%)     |
| Азијати           | 44 (1,9%)     | 55 (2,3%)     |
| Хиспаноамериканци | 359 (15,2%)   | 541 (22,7%)   |
| Укупно            | 2.361         | 2.381         |